# Bramberg am Wildkogel
Bramberg am Wildkogel är en ort och kommun i Österrike. Den ligger i distriktet Zell am See i förbundslandet Salzburg, 320 km väster om huvudstaden Wien. 